# Pedra Branca (Paraíba)
Pedra Branca é um município brasileiro no estado da Paraíba, localizado na Região Metropolitana do Vale do Piancó. De acordo com o IBGE (Instituto Brasileiro de Geografia e Estatística), segundo o censo 2022 do IBGE sua população era estimada em 3.739 habitantes. Área territorial de 194 km². 

## Geografia
O município está incluído na área geográfica de abrangência do semiárido brasileiro, definida pelo Ministério da Integração Nacional em 2005.  Esta delimitação tem como critérios o índice pluviométrico, o índice de aridez e o risco de seca.
Clima
| Dados climatológicos para Pedra Branca | Dados climatológicos para Pedra Branca | Dados climatológicos para Pedra Branca | Dados climatológicos para Pedra Branca | Dados climatológicos para Pedra Branca | Dados climatológicos para Pedra Branca | Dados climatológicos para Pedra Branca | Dados climatológicos para Pedra Branca | Dados climatológicos para Pedra Branca | Dados climatológicos para Pedra Branca | Dados climatológicos para Pedra Branca | Dados climatológicos para Pedra Branca | Dados climatológicos para Pedra Branca | Dados climatológicos para Pedra Branca |
| Mês                                    | Jan                                    | Fev                                    | Mar                                    | Abr                                    | Mai                                    | Jun                                    | Jul                                    | Ago                                    | Set                                    | Out                                    | Nov                                    | Dez                                    | Ano                                    |
| -------------------------------------- | -------------------------------------- | -------------------------------------- | -------------------------------------- | -------------------------------------- | -------------------------------------- | -------------------------------------- | -------------------------------------- | -------------------------------------- | -------------------------------------- | -------------------------------------- | -------------------------------------- | -------------------------------------- | -------------------------------------- |
| Temperatura máxima média (°C)          | 32,3                                   | 31,7                                   | 31,1                                   | 30                                     | 28,6                                   | 27,5                                   | 27,3                                   | 28,3                                   | 30,1                                   | 31,7                                   | 32,3                                   | 32,4                                   | 30,3                                   |
| Temperatura média (°C)                 | 26,8                                   | 26,6                                   | 26,3                                   | 25,5                                   | 24,4                                   | 23,2                                   | 22,8                                   | 23,4                                   | 24,8                                   | 25,9                                   | 26,6                                   | 26,8                                   | 25,3                                   |
| Temperatura mínima média (°C)          | 21,4                                   | 21,5                                   | 21,5                                   | 21,1                                   | 20,3                                   | 19                                     | 18,3                                   | 18,5                                   | 19,5                                   | 20,2                                   | 20,9                                   | 21,2                                   | 20,3                                   |
| Precipitação (mm)                      | 118                                    | 179                                    | 253                                    | 222                                    | 74                                     | 36                                     | 25                                     | 8                                      | 9                                      | 13                                     | 19                                     | 58                                     | 1 014                                  |
| Fonte: Climate-data.org                |                                        |                                        |                                        |                                        |                                        |                                        |                                        |                                        |                                        |                                        |                                        |                                        |                                        |